# Taeniolella beschiana
Taeniolella beschiana är en lavart som beskrevs av Diederich 1992. Taeniolella beschiana ingår i släktet Taeniolella och familjen Mytilinidiaceae.  Arten är reproducerande i Sverige. Inga underarter finns listade i Catalogue of Life.